# Dmitrij Lwowicz Bykow

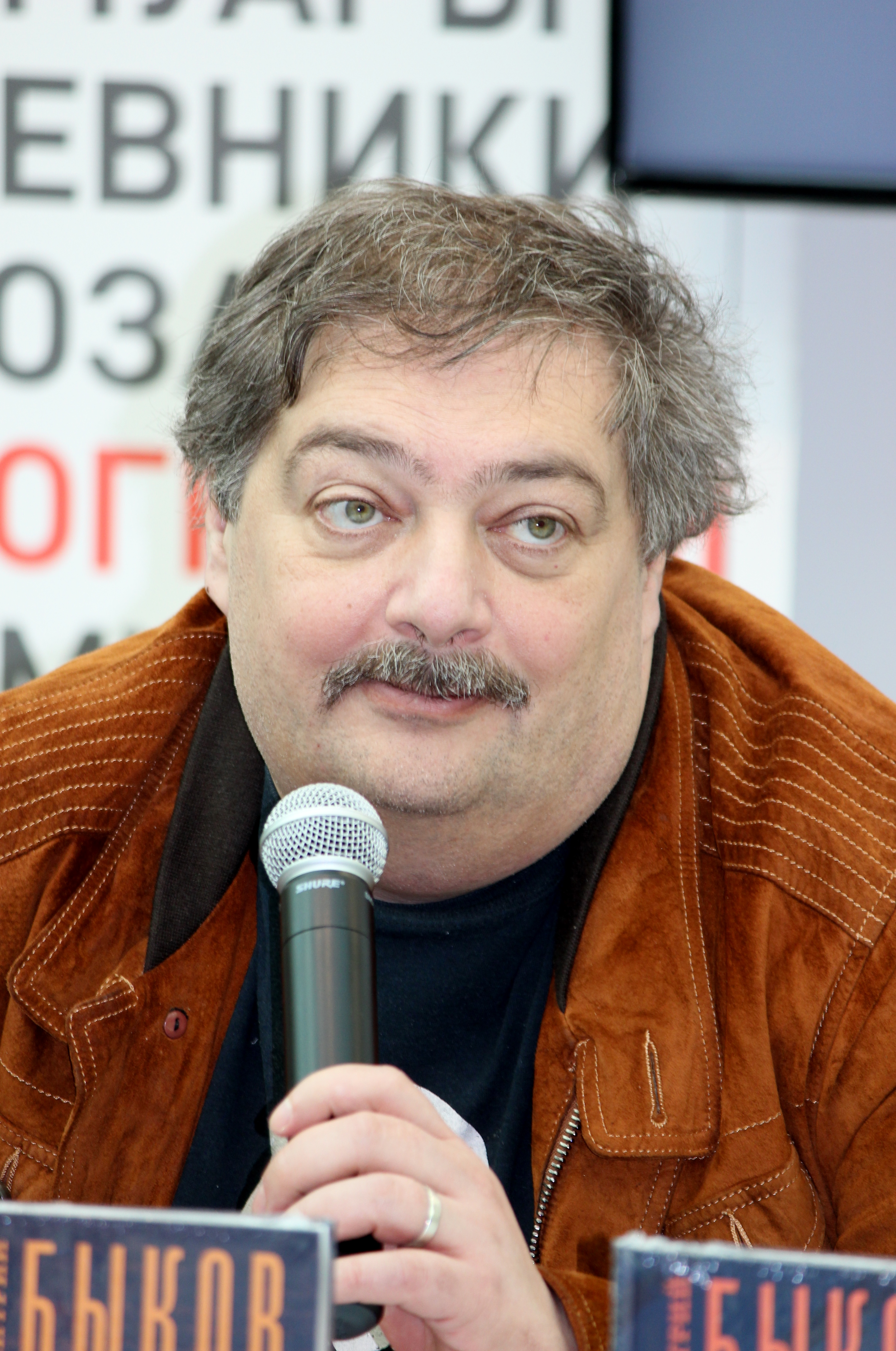
Dmitrij Bykow w 2021

Dmitrij Lwowicz Bykow (ur. 20 grudnia 1967 w Moskwie) – rosyjski pisarz, poeta i publicysta. Uważany za jednego z najważniejszych współczesnych rosyjskich poetów. Za krytykę rosyjskiej inwazji na Ukrainę szykanowany przez władze rosyjskie.